# Vịt Donald

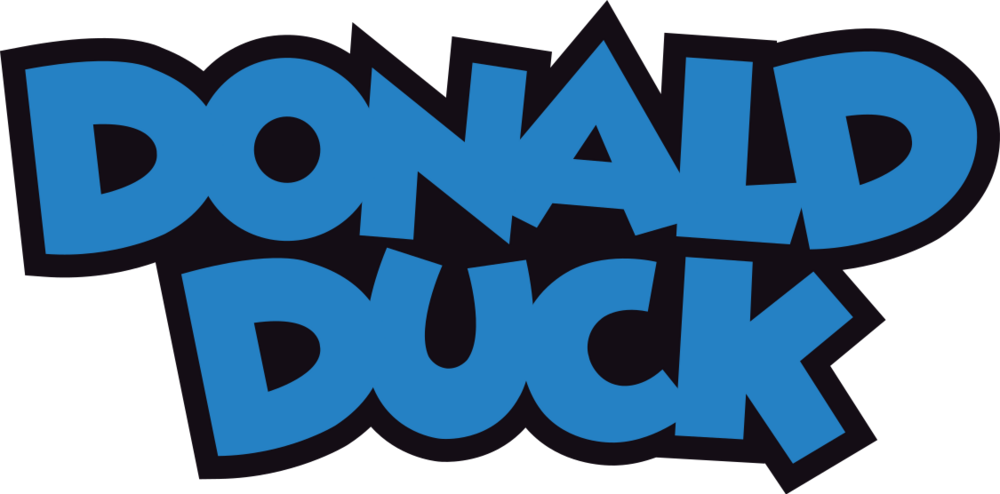
Donald Duck trong tập phim "The Wise Little Hen" (1934).

Donald Duck, hay Vịt Donald, cũng được gọi phổ biến là vịt Đô-nan là một nhân vật hư cấu trong phim hoạt hình và truyện tranh của hãng Walt Disney. Donald là một chú vịt trắng hình người có mỏ và chân màu vàng-cam. Chú thường xuất hiện với áo và một chiếc mũ "thủy thủ" nhưng không mặc quần (ngoại trừ những lúc Donald đi bơi).
Theo tập phim hoạt hình "Donald Gets Drafted" (1942), tên đầy đủ của Donald Duck là Donald Fauntleroy Duck (từ "Fauntleroy" có lẽ ám chỉ chiếc mũ thủy thủ của chú, một bộ phận không thể thiếu của bộ quần áo Fauntleroy). Trang web chính thức của Disney cũng đã công bố tên của chú là Donald Fauntleroy Duck. Sinh nhật của Donald được công nhận chính thức vào ngày 9 tháng 6 năm 1934. Đó là ngày mà bộ phim hoạt hình có sự xuất hiện lần đầu tiên của chú được ra mắt. Nhưng trong tập "The Three Caballeros", ngày sinh nhật của Donald Duck lại được nhắc đến một cách đơn giản là "Thứ sáu ngày 13". Trong tập "Donald's Happy Birthday" (ngắn), sinh nhật của Donald nhằm vào ngày 13 tháng 3.
Mặc dù khá dễ dãi, đặc điểm nổi bật của Donald lại là tính tình nóng nảy và bộp chộp của chú. Đôi khi, Donald còn được mô tả là một chú vịt xảo quyệt, hay thích nhạo báng người khác (với một mức độ nhiều hơn cả các nhân vật khác như Goofy hay Chuột Mickey).
Giọng nói nổi tiếng của Donald, một trong những giọng nói dễ nhận biết nhất trong hoạt hình, cho đến năm 1985 đã được thực hiện bởi nghệ sĩ lồng tiếng Clarence "Ducky" Nash. Nhờ giọng nói nửa rõ nửa không này mà hình ảnh của Donald đã in sâu vào tâm trí khán giả và đã giúp cho cả hai (Donald và Nash) trở nên nổi tiếng. Từ năm 1985 trở về sau, Donald được lồng tiếng bởi Tony Anselmo, người đã được chính Nash huấn luyện.

## Donald trong phim hoạt hình
Bài chính: Donald Duck trong phim hoạt hình
Donald Duck đã xuất hiện trong nhiều phim hoạt hình Disney cổ điển trong một vài năm bắt đầu từ năm 1934. Trong bối cảnh cốt truyện cho những phim hoạt hình rất nổi tiếng về Mickey Mouse ngày càng trở nên khó viết hơn, Walt đã cho Donald Duck "nổi nóng" vào giúp sức. Donald là một nhân vật độc đáo theo một cách khác hẳn Mickey Mouse vì chú có thể trở nên nổi giận bất thình lình, điều mà Mickey không bao giờ làm. Trong khi hình ảnh Mickey được xây dựng như là một chú chuột thiện hảo, Donald là một chú vịt tốt có khuynh hướng dễ mất bình tĩnh khi bị kích động. Những cơn nổi giận "có bản quyền" của chú đã luôn được khán giả mong đợi, và Walt đã không bao giờ thất bại trong việc truyền đạt chúng đến cho họ.

### Lịch sử
Sự nghiệp hoạt hình của Donald bắt đầu với phim hoạt hình "The Wise Little Hen" trong loạt phim "Silly Symphony". Trong đó, Donald đã "vào vai" một nhân vật phụ. Sự xuất hiện lần thứ hai của Donald được đánh dấu bởi phim hoạt hình trắng đen "Orphan's Benefit". Cũng từ đó mà tính khí nóng nảy của Donald đã được hình thành. Những phim hoạt hình tiếp theo với sự có mặt của Donald được "dán nhãn" là hoạt hình của Mickey Mouse (có hình mặt Mickey xuất hiện như là ngôi sao chính). Nhưng vì tiếng tăm của Donald ngày càng lớn, chú đã có loạt phim hoạt hình cho riêng mình, với hình mặt của chú xuất hiện như ngôi sao chính.

## Donald trong truyện tranh

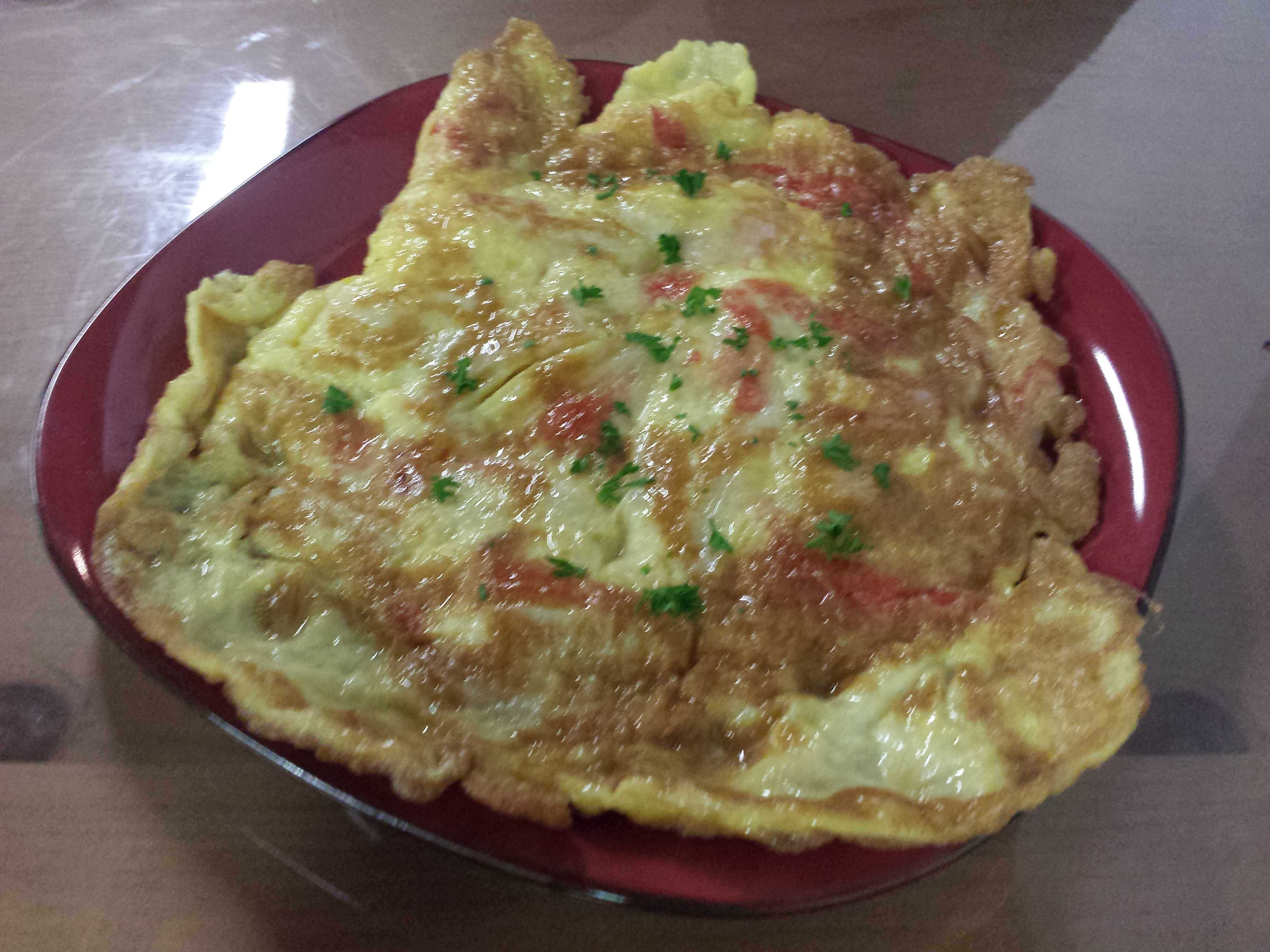
Một khung tranh trong truyện "Omelet" của họa sĩ Carl Barks(1952). Hình mô tả Donald và các cháu bị dân thị trấn Pleasant Town (sau này là Omelet) đánh đuổi vì đã để đàn gà của mình phá hoại tài sản của họ.

Trong khi những bộ phim hoạt hình về Donald được yêu chuộng rộng rãi ở Mỹ và khắp thế giới, những tập truyện tranh xuất bản hàng tháng hoặc hàng tuần về chú lại được nhiều bạn đọc châu Âu ưa thích, đặc biệt là ở Na Uy và Phần Lan, ngoài ra còn có Đan Mạch, Đức, Ý, Hà Lan và Thuỵ Điển. Phần lớn những tập truyện này được sản xuất và xuất bản bởi chi nhánh công ty Walt Disney tại Ý và bởi nhóm truyền thông Egmont ở Đan Mạch, Na Uy, Phần Lan và Thuỵ Điển.
Theo Inducks, một kho dữ liệu khổng lồ về truyện tranh Disney khắp thế giới, truyện tranh Mỹ, Ý, Đan Mạch đã được in lại ở các nước sau: Úc, Áo, Bỉ, Brasil, Bulgaria, Cộng hoà Nhân dân Trung Hoa, Colombia, Cộng hoà Séc, Đan Mạch (Đảo Faroe), Ai Cập, Estonia, Phần Lan, Pháp, Đức, Hy Lạp, Guyana, Hungary, Iceland, Ấn Độ, Indonesia, Israel, Ý, Latvia, Litva, México, Hà Lan, Na Uy, Ba Lan, Bồ Đào Nha, România, Nga, Ả Rập Xê Út, Slovenia, Tây Ban Nha, Thuỵ Điển, Thái Lan, Thổ Nhĩ Kỳ, Anh Quốc, Mỹ, Nam Tư cũ. Tại phần lớn những nước này, truyện vẫn còn đang được xuất bản.
Ngoài ra, truyện tranh về Vịt Donald còn được xuất bản ở Việt Nam trong tạp chí truyện tranh Disney song ngữ "Donald và bạn hữu".

### Sự phát triển đầu tiên
Trong ấn bản năm 1931 của Disney, có tên là "Mickey Mouse Annual", một nhân vật tên là Donald Duck đã được đề cập đến, và đã xuất hiện trong giới truyện tranh lần đầu tiên vào năm 1934, trong một truyện (đăng trên báo) được vẽ dựa trên cốt truyện của tập phim ngắn "The Wise Little Hen". Trong những năm sau đó, Donald đã có xuất hiện một vài lần trong những tranh truyện Disney, và đến năm 1936, Donald đã trở thành một trong những nhân vật được ưa chuộng nhất trong loạt truyện tranh "Silly Symphonies". Ted Osborne là người viết kịch bản nguyên gốc cho những truyện này, và Al Taliaferro là họa sĩ của ông. Osborne và Taliaferro cũng đã giới thiệu một vài nhân vật hỗ trợ của Donald, bao gồm mấy đứa cháu của chú là Huey, Dewey, và Louie.

Donald Duck trong tập "Der Fuehrer's Face".

Vào năm 1937, một nhà xuất bản Ý mang tên Mondadori đã sáng tác truyện về Vịt Donald đầu tiên dành cho tạp chí chuyên về tranh truyện. Tập truyện 18 trang, kịch bản của Federico Pedrocchi, đã thể hiện Donald như là một nhân vật hành động thay vì chỉ đơn thuần là một nhân vật hài hước.
Nhà xuất bản Fleetway ở Anh cũng đã bắt đầu cho xuất bản những quyển truyện tranh có mặt chú vịt.

### Phát triển bởi Taliaferro

Donald Duck trong một truyện của Taliaferro (1936).

Những cột tranh vui thường nhật trên báo về Donald Duck, được vẽ bởi Taliaferro và viết bởi Bop Karp đã bắt đầu xuất hiện ở Mỹ vào ngày 2 tháng 2 năm 1938; Những cột tranh Chủ Nhật đã ra mắt sau đó một năm. Taliaferro và Karp đã thậm chí sáng tác ra một số lượng nhân vật lớn hơn nữa cho thế giới của Donald Duck. Chú có một con chó mới giống St. Bernard tên là Bolivar, và một gia đình có thêm người anh em họ Gus Goose và bà nội Elvira Coot, hai bạn gái cạnh tranh lẫn nhau là Donna và Daisy Duck. Taliaferro đã tạo cho Donald một chiếc xe riêng, đó là chiếc Belchfire Runabout đời 1934, trong một truyện năm 1938.

### Phát triển bởi Carl Barks

Một khung truyện trong "Only A Poor Old Man" của Barks (1952), đây là truyện về Scrooge McDuck được đánh giá cao nhất.

Năm 1942, nhà xuất bản Western Publishing bắt đầu cho sáng tác những truyện tranh đầu tiên của họ về Donald và các nhân vật Disney khác. Bob Karp đã đóng góp công sức vào truyện đầu tiên trong số này, có tựa đề "Donald Duck Finds Pirate Gold". Tuy nhiên, một nhà xuất bản mới đồng nghĩa với đội ngũ họa sĩ mới, họ chính là: Carl Barks và Jack Hannah. Sau này, Barks đã tiếp tục sáng tác những truyện với nội dung săn tìm kho báu giống như "Donald Duck Finds Pirate Gold".
Chẳng bao lâu sau, Barks đã đảm nhiệm hoàn toàn việc phát triển truyện tranh của Donald, ông kiêm luôn phần kịch bản và minh hoạ. Dưới ngoài bút của ông, nhân vật Donald Duck trong truyện tranh ngày càng trở nên khác hẳn với "người anh em" Donald Duck trong hoạt hình: có máu phiêu lưu mạo hiểm và có tài ăn nói tốt hơn, đồng thời tính tình bất thường của chú cũng được cải thiện đi phần nào. Black Pete là nhân vật duy nhất trong truyện tranh của Mickey Mouse đã xuất hiện trong thế giới Donald Duck mới của Barks.
Barks đã đặt Donald vào thành phố Duckburg, nơi có những nhân vật được Barks sáng tạo thêm như Gladstone Gander (1948), Gyro Gearloose (1952), Bác Scrooge McDuck (1947), Magica de Spell (1961), Flintheart Glomgold (1956), the Beagle Boys (1951), April, May và June (1953), Hàng xóm Jones(1944) và John D. Rockerduck (1961). Phần lớn nhân vật của Taliaferro đã được Barks giữ lại, bao gồm Huey, Dewey, và Louie. Ông đã đặt Donald trong những kịch bản về gia đình cũng như phiêu lưu, và Bác Scrooge đã trở thành một trong những nhân vật ưa thích nhất của ông bắt cặp với Donald. Scrooge ngày càng được yêu mến, và đến năm 1952, nhân vật này đã có truyện tranh riêng của mình. Vào thời điểm này, Barks đã tập trung hết nỗ lực của mình để viết truyện về Scrooge McDuck. Sự xuất hiện của Donald chủ yếu được tập trung vào các yếu tố hài. Trong nhiều truyện, Donald được đúc kết thành một phụ tá bất đắc dĩ cho Scrooge, đi thám hiểm cùng ông bác giàu có này khắp quả đất.

### Những sự phát triển về sau

Hình vẽ Paperinik của họa sĩ Marco Rota.

Có rất nhiều tác giả trên khắp thế giới tiếp tục tận dụng hình ảnh Donald trong truyện tranh của họ. Ví dụ, các họa sĩ của Disney Studio là những người trực tiếp sản xuất truyện cho thị trường châu Âu. Hai trong số họ, Dick Kinney và Al Hubbard đã sáng tạo nên người anh em họ mới của Donald, Fethry Duck.
Hai họa sĩ khác người Mỹ là Vic Lockman và Tony Strobl đã trực tiếp sáng tác truyện tranh Mỹ và nghĩ ra một nhân vật mới, Moby Duck. Strobl là một trong những họa sĩ Disney vẽ nhiều nhất của mọi thời đại. Ông đã vẽ rất nhiều truyện từ những cốt truyện của Barks sau khi ông này về hưu. Vào những năm 1990 và đầu những năm 2000, các kịch bản này được vẽ lại bởi một họa sĩ Hà Lan tên là Daan Jippes.
Nhà xuất bản Ý Mondadori đã cho vẽ nhiều truyện được xuất bản rộng rãi ở châu Âu. Họ cũng đã giới thiệu nhiều nhân vật mới (mà hiện nay đều rất nổi tiếng ở châu Âu) đến với độc giả. Một ví dụ tiêu biểu là "bản thân khác" (alter-ego) của Donald, một người hùng có tên Paperinik (tiếng Ý), sáng tạo bởi Guido Martina và Giovan Battista Carpi.
Giogio Cavazzano và Carlo Chendi đã tạo ra Honkey Go-Kart (tiếng Ý là Umperio Bogarto), một thám tử với cái tên rõ ràng là được nghĩ ra để nhại ông Humphrey Bogart. Họ cũng sáng tạo nên O.K Quack, chú vịt ngoài hành tinh đến Trái Đất trên một chiếc phi thuyền có dạng như đồng xu. Sau khi bị thất lạc phi thuyền, O.K Quack đã làm bạn với Scrooge, để rồi được ông cho phép lục tìm kho bạc của mình để tìm lại chiếc phi thuyền bị mất tích.
Romano Scarpa là một người có nhiều ảnh hưởng đối với các họa sĩ Disney Ý. Ông tạo ra Brigitta McBridge, một cô vịt rất yêu quý Scrooge. Mặc dù sự quan tâm của cô không bao giờ được ông đáp lại, cô vịt vẫn luôn cố gắng. Scarpa cũng hay cho xuất hiện Dickie Duck, một đứa cháu gái của Glittering Goldie (một cô vịt nhiều khả năng là người yêu của Scrooge thời ông ta tìm vàng ở Klondike) và Kildare Coot, một đứa cháu của Grandma Duck.
Họa sĩ người Ý Corrado Mastantuono đã sáng tạo nên Bum Bum Ghigno, một chú vịt hoài nghi, thô lỗ và hơi xấu xí, rất hay xuất hiện với Donald và Gyro.
Họa sĩ Mỹ William van Horn cũng đã giới thiệu một nhân vật mới: Rumpus McFowl, một con vịt già và béo, thường ăn nhiều và ít làm việc, được nhắc đến lần đầu tiên như là một người anh em họ của Scrooge. Về sau này, Scrooge mới tiết lộ cho các cháu của mình biết rằng Rumpus thực ra chính là một người anh em cùng cha khác mẹ của ông. Rốt cuộc, Rumpus cũng đã khám phá ra điều đó.
Trong khi làm việc cho nhà biên tập Đan Mạch Egmont, họa sĩ Daniel Brance và hai nhà viết kịch bản Paul Halas và Charlie Martin đã tạo ra Sonny Seagull, một đứa trẻ mồ côi thích làm bạn với Huey, Dewey và Louie, và đối thủ của nó là Mr. Phelps.
Họa sĩ vẽ truyện tranh về Vịt Donald nhiều nhất hiện nay là Victor Arriagada Rios, được biết đến nhiều hơn dưới cái tên Vicar. Victor Arriagada Rios có một xưởng vẽ riêng của mình. Ở đó ông cùng với các phụ tá đã vẽ những truyện gởi từ Egmont. Vicar đã sáng tạo nên nhân vật Oono, một công chúa thời tiền sử đến Duckburg vào những năm 1990 bằng cỗ máy thời gian của Gyro.
Họa sĩ nổi tiếng và được yêu thích nhất hiện nay là Keno Don Rosa. Ông ta bắt đầu làm truyện Disney vào năm 1987 cho nhà xuất bản Gladstone. Sau đó là thời kì ngắn ngủi ông làm việc cho một nhà biên tập Hà Lan trước khi chuyển hẳn sang viết và vẽ truyện cho Egmont. Don đã sáng tác rất nhiều truyện về Scrooge McDuck, điều này đã giúp ông giành được hai giải thưởng Eisner. Tuy vậy, không phải tất cả những người hâm mộ Barks đều thích truyện của ông, nhiều người cho rằng ông đang phá huỷ thế giới mà Barks đã cẩn thận xây dựng nên.
Những họa sĩ tiêu biểu khác sáng tác về Donald là Freddy Milton và Daan Jippes. Họ đã tạo ra những tập truyện 18 trang, mà theo nhiều chuyên gia, là có thể so sánh với các truyện của Barks.
Họa sĩ Nhật Shiro Amano đã vẽ Donald Duck trong tiểu thuyết hình (dựa trên trò chơi điện tử cùng tên của Squaresoft) Kingdom Hearts của ông.

## Công viên chủ đề Disney

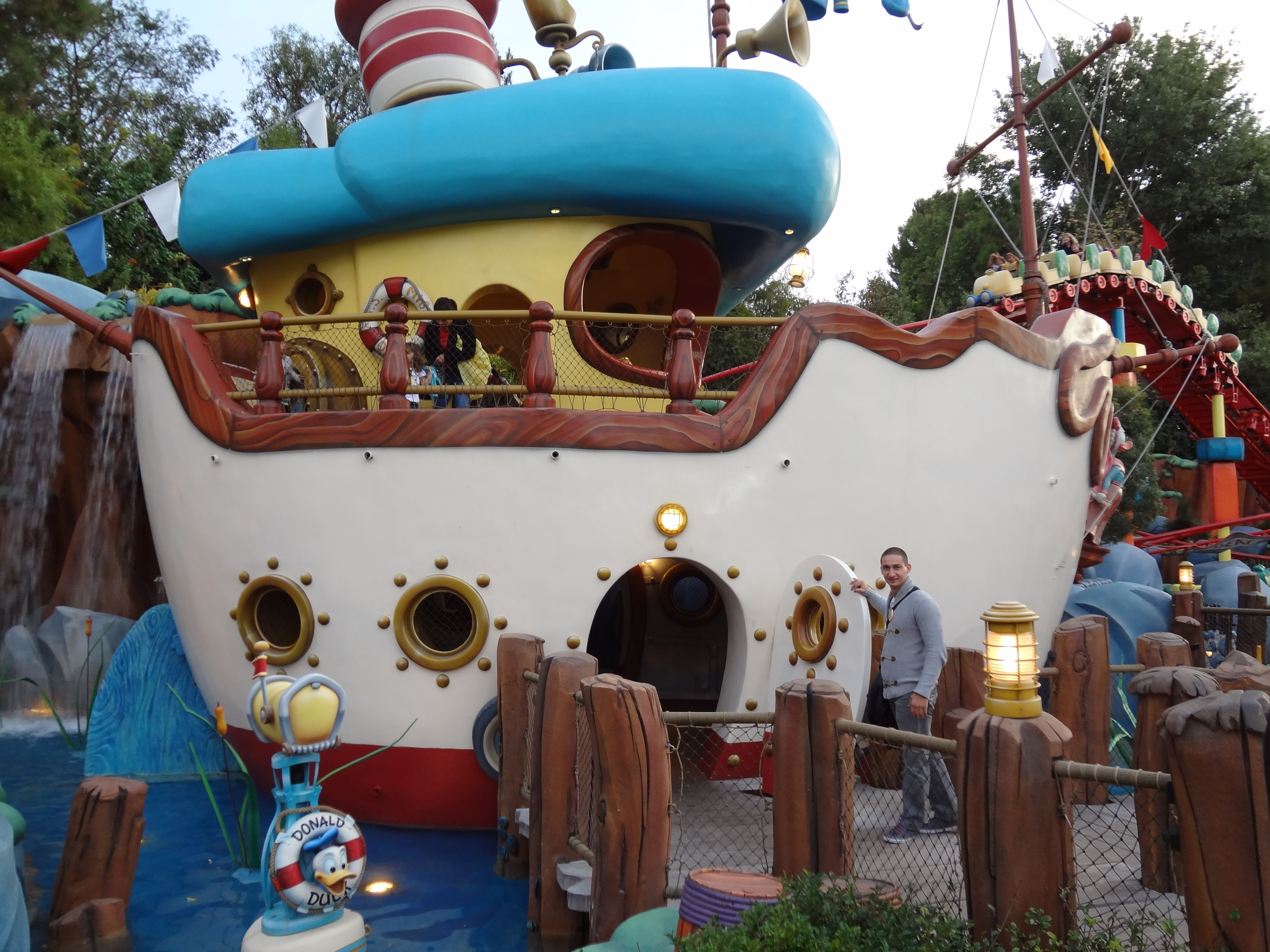
Nhà thuyền của Donald tại Mickey's Toontown, Disneyland

Vịt Donald đóng một vai trò quan trọng trong nhiều công viên giải trí của Disney trong suốt những năm qua. Người tham quan có thể nhìn thấy anh ở nhiều điểm tham quan và chương trình ở công viên hơn cả chuột Mickey. Anh đã xuất hiện tại các điểm tham quan như Animagique, Mickey Mouse Revue, Mickey's PhilharMagic, Disneyland: The First 50 Magical Years, Gran Fiesta Tour Starring the Three Caballeros và phiên bản cập nhật của "It's a Small World". Anh cũng được coi là một nhân vật hay gặp gỡ và chào hỏi mọi người trong công viên.

## Xuất hiện

### Phim ngắn chọn lọc
| - The Wise Little Hen (1934) - Orphan's Benefit (1934) - The Band Concert (1935) - Donald and Pluto (1936) - Don Donald (1937) - Clock Cleaners (1937) - Modern Inventions (1937) - Donald's Better Self (1938) - Good Scouts (1938) - Donald's Penguin (1939) - The Autograph Hound (1939) | - Mr. Duck Steps Out (1940) - Window Cleaners (1940) - Truant Officer Donald (1941) - The New Spirit (1942) - Donald's Snow Fight (1942) - Bellboy Donald (1942) - Donald Gets Drafted (1942) - Der Fuehrer's Face (1943) - The Clock Watcher (1945) - Donald's Crime (1945) - Chip an' Dale (1947) - Straight Shooters (1947) | - Inferior Decorator (1948) - Slide, Donald, Slide (1949) - Tea for Two Hundred (1948) - Toy Tinkers (1949) - Bee at the Beach (1950) - Bee on Guard (1951) - Let's Stick Together (1952) - Rugged Bear (1953) - Grand Canyonscope (1954) - No Hunting (1955) - Donald in Mathmagic Land (1959) - Mickey's Christmas Carol (1983) - The Prince and the Pauper (1990) |

### Phim dài tập
| - The Reluctant Dragon (1941) - Saludos Amigos (1942) - The Three Caballeros (1944) - Fun and Fancy Free (1947) - Melody Time (1948) - Donald Duck's 50th Birthday (1984) – TV - Who Framed Roger Rabbit (1988) – Khách mời - Mickey's 60th Birthday (1988) – TV | - A Goofy Movie (1995) – Khách mời - Mickey's Once Upon a Christmas (1999) DVD - Fantasia 2000 (1999) - Mickey's Magical Christmas: Snowed in at the House of Mouse (2001) DVD - Mickey's House of Villains (2002) DVD - The Lion King 1½ (2004) DVD – khách mời đại diện - Mickey's Twice Upon a Christmas (2004) DVD - Mickey, Donald, Goofy: The Three Musketeers (2004) DVD |

### Phim truyền hình nhiều tập
- DuckTales (1987–1990, nhân vật định kỳ)
- Donald Duck Presents (biên soạn ngắn trước đó)
- Donald's Quack Attack (biên soạn ngắn trước đó)
- Bonkers (1993–1995, khách mời)
- Quack Pack (1996–1997)
- Mickey Mouse Works (1999–2000)
- House of Mouse (2001–2003)
- Mickey Mouse Clubhouse (2006–2016)
- Mickey Mouse (2013–2019)
- Mickey and the Roadster Racers/Mickey Mouse Mixed-Up Adventures (2017–2021)
- DuckTales (2017–2021)
- Legend of the Three Caballeros (2018)[6]
- Mickey Go Local (2019)
- The Wonderful World of Mickey Mouse (2020–2023)
- Mickey Mouse Funhouse (2021–2025)
- Mickey Mouse Clubhouse+ (2025-nay)

### Trò chơi điện tử
| - Mickey Mouse Club House - Donald Duck's Speedboat (đã hủy) (1983) - Donald Duck's Playground (1984) - Donald's Alphabet Chase (1988) - Donald The Hero (1988) - The Lucky Dime Caper Starring Donald Duck (1991) - Quackshot (1991) - World of Illusion Starring Mickey Mouse and Donald Duck (1992) - Deep Duck Trouble Starring Donald Duck (1993) - Donald Duck no Mahō no Bōshi (1995) - Disney's Magical Quest 3 starring Mickey & Donald (1995) - Donald in Maui Mallard (1995) - Donald Duck: Goin' Quackers (2000) - Mickey's Speedway USA (2000) - Kingdom Hearts (2002) - Disney Golf (2002) - Disney's PK: Out of the Shadows (2002) - Kingdom Hearts Final Mix (2002) - Toontown Online (2003) - Kingdom Hearts: Chain of Memories (2004) | - Kingdom Hearts II (2005) - Donald Duck Quest (2006) - Kingdom Hearts II Final Mix (2007) - Kingdom Hearts Re:Chain of Memories (2007) - Duckburg P.D.: Donald on Duty (2007) - Donald Duck Quest Deluxe (2007) - Disney Think Fast (2008) - Donald Duck Chaos of the Road (2008) - Phantom Duck (2008) - Kingdom Hearts coded (2008–2010) - Kingdom Hearts 358/2 Days (2009) - Kingdom Hearts Birth by Sleep (2010) - Kingdom Hearts Re:coded (2010) - Epic Mickey (2010) - Kingdom Hearts 3D: Dream Drop Distance (2012) - Epic Mickey 2: The Power of Two (2012) - Disney Infinity 2.0 (2014) - Kingdom Hearts III (2019) - Kingdom Hearts: Melody of Memory (2020) - Disney Mirrorverse (2022) - Disney Dreamlight Valley (2023) - Disney Illusion Island (2023) |

### Họa sĩ minh họa đáng chú ý
| - Carl Barks - Luciano Bottaro - Daniel Branca - Giovan Battista Carpi - Giorgio Cavazzano - Mau Heymans - William Van Horn - Daan Jippes | - Don Rosa - Marco Rota - Romano Scarpa - Tony Strobl - Al Taliaferro - Vicar - Tetsuya Nomura - Shiro Amano - Kari Korhonen |